# Olympische Sommerspiele 2024/Schwimmen – 4 × 200 m Freistil (Frauen)
Der Schwimmwettkampf über 4-mal 200 Meter Freistil der Frauen bei den Olympischen Spielen 2024 in Paris wurde am 1. August 2024 in der Paris La Défense Arena ausgetragen. Titelverteidiger war die chinesische Staffel, die in Tokio in der Besetzung Yang Junxuan, Tang Muhan, Zhang Yufei und Li Bingjie die Goldmedaille gewann.

## Rekorde
Vor Beginn der Olympischen Spiele waren folgende Rekorde gültig:
| Weltrekord         | Australien | 7:37,50 min | Fukuoka | 27. Juli 2021 |
| Olympischer Rekord | China      | 7:40,33 min | Tokio   | 29. Juli 2021 |

## Titelträgerinnen
| Olympische Spiele 2020       | China              | 7:40,33 min | Tokio             |
| Weltmeisterschaften 2024     | China              | 7:47,26 min | Doha              |
| Afrikaspiele 2023            | Südafrika          | 8:27,31 min | Accra             |
| Panamerikanische Spiele 2023 | Vereinigte Staaten | 7:55,26 min | Santiago de Chile |
| Asienspiele 2022             | China              | 7:49,34 min | Hangzhou          |
| Europameisterschaft 2022     | Niederlande        | 7:54,07 min | Rom               |
| Pazifikspiele 2023           | Neukaledonien      | 8:41,52 min | Honiara           |

## Ergebnisse

### Vorläufe
| Rang | Lauf | Bahn | Nation             | Athletinnen | Zeit        | Anmerkung |
| ---- | ---- | ---- | ------------------ | --- | ----------- | --------- |
| 1    | 2    | 4    | Australien         | Lani Pallister (1:55,74 min) Jamie Perkins (1:56,78 min) Brianna Throssell (1:55,82 min) Shayna Jack (1:57,29 min)                        | 7:45,63 min | Q         |
| 2    | 2    | 2    | Ungarn             | Nikolett Pádár (1:57,82 min) Lilla Minna Ábrahám (1:57,48 min) Ajna Késely (1:58,97 min) Panna Ugrai (1:57,98 min)                        | 7:52,25 min | Q         |
| 3    | 2    | 5    | China              | Tang Muhan (1:59,31 min) Kong Yaqi (1:59,33 min) Ge Chutong (1:57,88 min) Liu Yaxin (1:55,84 min)                                         | 7:52,36 min | Q         |
| 4    | 1    | 4    | Vereinigte Staaten | Anna Peplowski (1:57,98 min) Erin Gemmell (1:56,77 min) Simone Manuel (1:58,50 min) Alex Shackell (1:59,47 min)                           | 7:52,72 min | Q         |
| 5    | 1    | 3    | Brasilien          | Maria Fernanda Costa (1:56,89 min) Stephanie Balduccini (1:57,93 min) Maria Paula Heitmann (1:59,43 min) Gabrielle Roncatto (1:58,56 min) | 7:52,81 min | Q         |
| 6    | 2    | 3    | Kanada             | Emma O’Croinin (2:00,27 min) Ella Jansen (1:58,25 min) Julie Brousseau (1:57,93 min) Mary-Sophie Harvey (1:56,58 min)                     | 7:53,03 min | Q         |
| 7    | 1    | 5    | Großbritannien     | Freya Anderson (1:57,31 min) Abbie Wood (1:57,15 min) Lucy Hope (1:59,29 min) Medi Harris (1:59,74 min)                                   | 7:53,49 min | Q         |
| 8    | 1    | 6    | Neuseeland         | Erika Fairweather (1:56,04 min) Eve Thomas (1:59,29 min) Caitlin Deans (1:59,11 min) Laticia-Leigh Transom (1:59,93 min)                  | 7:54,37 min | Q         |
| 9    | 2    | 1    | Italien            | Sofia Morini (1:58,26 min) Giulia D’Innocenzo (1:58,43 min) Matilde Biagiotti (1:59,23 min) Giulia Ramatelli (1:59,37 min)                | 7:55,29 min |           |
| 10   | 1    | 1    | Deutschland        | Isabel Gose (1:58,63 min) Nicole Maier (1:58,76 min) Julia Mrozinski (1:59,64 min) Nele Schulze (1:58,54 min)                             | 7:55,57 min |           |
| 11   | 2    | 7    | Israel             | Anastasia Gorbenko (1:58,30 min) Daria Golovaty (1:58,02 min) Ayla Spitz (2:01,02 min) Lea Polonsky (1:58,65 min)                         | 7:55,99 min |           |
| 12   | 2    | 6    | Niederlande        | Janna van Kooten (1:59,86 min) Imani de Jong (2:00,74 min) Silke Holkenborg (2:00,19 min) Marrit Steenbergen (1:56,79 min)                | 7:57,58 min |           |
| 13   | 1    | 2    | Japan              | Nagisa Ikemoto (1:58,68 min) Waka Kobori (1:58,53 min) Hiroko Makino (2:00,68 min) Rio Shirai (2:01,21 min)                               | 7:59,10 min |           |
| 14   | 1    | 7    | Frankreich         | Lucile Tessariol (2:00,01 min) Assia Touati (2:00,11 min) Marina Jehl (1:59,61 min) Anastasiia Kirpichnikova (2:00,25 min)                | 7:59,98 min |           |
| 15   | 2    | 8    | Spanien            | María Daza (2:01,42 min) Alba Herrero (1:59,43 min) Paula Juste (1:59,54 min) Ainhoa Campabadal (1:59,84 min)                             | 8:00,23 min |           |
| 16   | 1    | 8    | Türkei             | Gizem Güvenç (1:59,72 min) Ela Naz Özdemir (2:00,99 min) Ecem Dönmez (2:01,55 min) Zehra Bilgin (2:02,92 min)                             | 8:05,18 min |           |

### Finale
| Rang | Bahn | Nation             | Athletinnen | Zeit        | Anmerkung |
| ---- | ---- | ------------------ | --- | ----------- | --------- |
| 1    | 4    | Australien         | Mollie O’Callaghan (1:53,52 min) Lani Pallister (1:55,61 min) Brianna Throssell (1:56,00 min) Ariarne Titmus (1:52,95 min)                | 7:38,08 min | OR        |
| 2    | 6    | Vereinigte Staaten | Claire Weinstein (1:54,88 min) Paige Madden (1:55,65 min) Katie Ledecky (1:54,93 min) Erin Gemmell (1:55,40 min)                          | 7:40,86 min |           |
| 3    | 3    | China              | Yang Junxuan (1:54,52 min) Li Bingjie (1:55,05 min) Ge Chutong (1:57,45 min) Liu Yaxin (1:55,32 min)                                      | 7:42,34 min |           |
| 4    | 7    | Kanada             | Mary-Sophie Harvey (1:56,33 min) Ella Jansen (1:57,50 min) Summer McIntosh (1:53,97 min) Julie Brousseau (1:58,25 min)                    | 7:46:05 min |           |
| 5    | 1    | Großbritannien     | Freya Colbert (1:55,95 min) Abbie Wood (1:56,57 min) Freya Anderson (1:56,15 min) Lucy Hope (1:59,56 min)                                 | 7:48,23 min |           |
| 6    | 5    | Ungarn             | Nikolett Pádár (1:56,14 min) Lilla Minna Ábrahám (1:57,23 min) Ajna Késely (1:59,45 min) Panna Ugrai (1:57,70 min)                        | 7:50,52 min |           |
| 7    | 2    | Brasilien          | Maria Fernanda Costa (1:56,06 min) Stephanie Balduccini (1:57,32 min) Maria Paula Heitmann (2:00,54 min) Gabrielle Roncatto (1:58,98 min) | 7:52,90 min |           |
| 8    | 8    | Neuseeland         | Erika Fairweather (1:56,82 min) Eve Thomas (1:59,48 min) Caitlin Deans (1:59,79 min) Laticia-Leigh Transom (1:59,80 min)                  | 7:55,89 min |           |

Atlanta 1996 |
Sydney 2000 |
Athen 2004 |
Peking 2008 |
London 2012 |
Rio de Janeiro 2016 |
Tokio 2020 |
Paris 2024